# Yahagi (1942)
Yahagi (jap. 矢矧) – japoński lekki krążownik typu Agano z okresu II wojny światowej. Zatopiony 7 kwietnia 1945 roku wraz z pancernikiem "Yamato" przez amerykańskie lotnictwo podczas operacji Ten-gō - rajdu eskadry wiceadmirała Seiichi Itō w kierunku wyspy Okinawa.

## Dowódcy okrętu
- komandor Matake Yoshimura - 29 grudnia 1943 - 20 grudnia 1944
- komandor Tameichi Hara - 20 grudnia 1944 - 7 kwietnia 1945

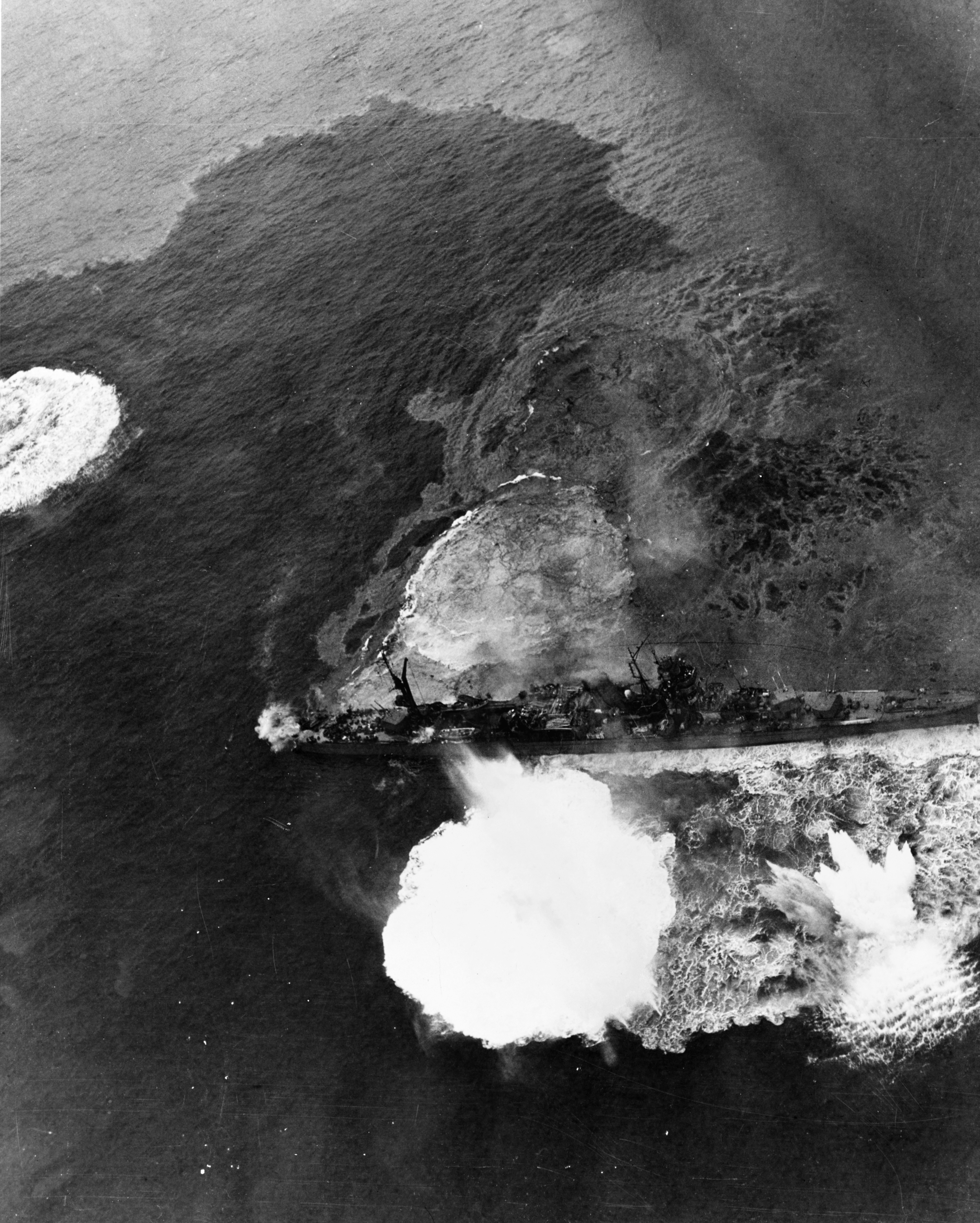
"Yahagi" pod bombami amerykańskich samolotów 7 kwietnia 1945 - zdjęcie na początku ataku, przed zniszczeniem bombą wieży nr 2